# Cucurpe
Cucurpe är en ort i Mexiko.   Den ligger i kommunen Cucurpe och delstaten Sonora, i den nordvästra delen av landet, 1 700 km nordväst om huvudstaden Mexico City. Cucurpe ligger 860 meter över havet och antalet invånare är 588.
Terrängen runt Cucurpe är kuperad åt sydost, men åt nordväst är den platt. Cucurpe ligger nere i en dal.  Trakten runt Cucurpe är nära nog obefolkad, med mindre än två invånare per kvadratkilometer. Det finns inga andra samhällen i närheten. Omgivningarna runt Cucurpe är i huvudsak ett öppet busklandskap.